# Partido Socialista Siciliano
El Partido Socialista Siciliano (en italiano Partito Socialista Siciliano) o PSS es un partido político siciliano refundado el 21 de mayo de 2013, en motivo del 120° aniversario de la Revuelta de los Fasci Siciliani y quiere continuar la experiencia del viejo Partido Socialista Siciliano, que era la parte más importante de la revuelta. Es un partido que lleva adelante las ideas del socialismo democrático y al mismo tiempo del sicilianismo, sin ánimo de ser isolazionanista y permaneciendo fiel al internacionalismo y al idea europeísta, que aspira a la creación de una Europa de los pueblos y donde el poder financiero no domina. El partido quiere aplicar el Estatuto Especial de Autonomía de Sicilia en clave socialista y quiere ser un punto de referencia para toda la izquierda siciliana.